# Petit Fournier
Furnarius minor
Espèce
Répartition géographique
Statut de conservation UICN

 LC  : Préoccupation mineure
Le Petit Fournier (Furnarius minor) est une espèce de passereaux de la famille des Furnariidae.

## Répartition
Il fréquente les rivages du bassin de l'Amazone.

## Habitat
On le trouve dans les zones de broussailles humides tropicales et subtropicales.